# Rajshahi
Rajshahi este un oraș din Bangladesh.